# لويس ألفارو
لويس ألفارو (بالإنجليزية: Luis Alfaro)‏ هو كاتب سيناريو ومخرج أمريكي، ولد في 1963 في لوس أنجلوس في الولايات المتحدة.

## وصلات خارجية
- لويس ألفارو على موقع IMDb (الإنجليزية)
- لويس ألفارو على موقع قاعدة بيانات الفيلم (الإنجليزية)